# Campionati europei di 49er & 49er FX 1997
I Campionati europei di 49er & 49er FX 1997 si sono svolti a Weymouth , in Gran Bretagna, dal 4 al 7 settembre.

## Podi
| Evento | Oro                               | Argento                               | Bronzo                                 |
| 49er   | Germania Marcus Baur Philip Barth | Italia Francesco Bruni Gabriele Bruni | Francia Marc Audineau Julien Farnarier |

## Medagliere
| Posiz. | Nazione  | Oro | Argento | Bronzo | Totale |
| ------ | -------- | --- | ------- | ------ | ------ |
| 1      | Germania | 1   | 0       | 0      | 1      |
| 2      | Italia   | 0   | 1       | 0      | 1      |
| 3      | Francia  | 0   | 0       | 1      | 1      |
| Totale | Totale   | 1   | 1       | 1      | 3      |